# Форт-Бертольд
Форт-Бертольд (англ. Fort Berthold Indian Reservation) — индейская резервация, расположенная на реке Миссури в западной части штата Северная Дакота. Резервация была создана для манданов, хидатса и арикара, согласно Закону о реорганизации индейцев в 1934 году племена официально объединились в союз «Три объединённых племени» (англ. Three Affiliated Tribes).

## История

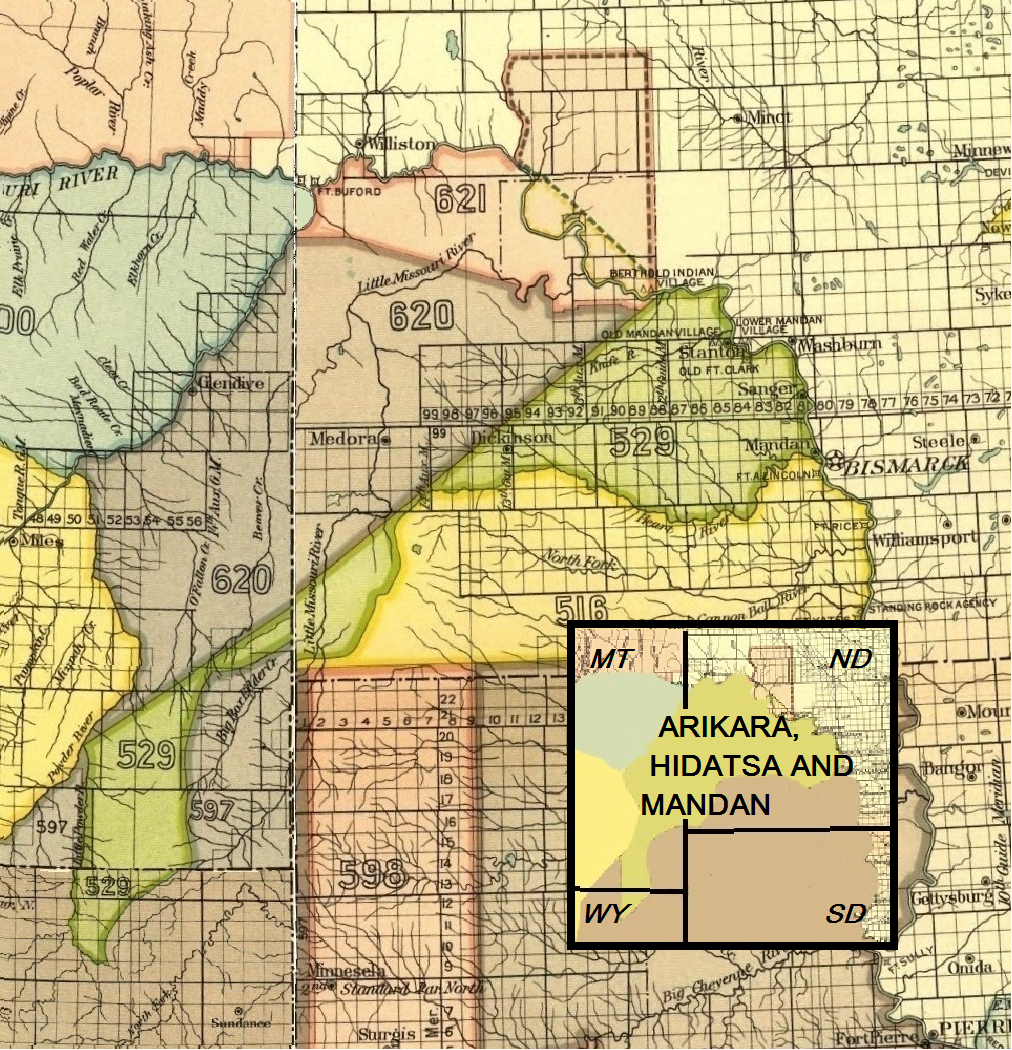
Земли манданов, хидатса и арикара, согласно договору 1851 года. Участки 529, 620 и 621 к югу от реки Миссури

Согласно договору, заключённому в форте Ларами в 1851 году с манданами, хидатса и арикара, территория, на которую претендовали эти племена, описывается как лежащая к западу от Миссури, от реки Харт до реки Йеллоустон, и вверх по последней до устья реки Паудер в Монтане; оттуда на юго-восток к верховью реки Литл-Миссури в Вайоминге, окаймляя Блэк-Хилс к истоку реки Харт, и вниз по этой реке до места ее слияния с Миссури. Этот договор не был ратифицирован, и права индейцев на землю оставались неурегулированными.
По мере того, как на Запад США хлынуло всё больше поселенцев, американское правительство обратилось к племенам с просьбой уступить дополнительные земли. 27 июля 1866 года манданы, хидатса и арикара подписали соглашение, по которому они предоставляли такие права на земли к востоку от реки Миссури и должны были получать взамен ренту в размере 10 000 долларов в течение следующих 20 лет. Лишь 13 июля 1880 года специальным приказом американского президента были установлены современные границы Форт-Бертольда. Резервация включала торговый пост, основанный в 1845 году и названный в честь одного из основателей Американской меховой компании — Бартоломью Бертольда.

## География
Созданная в 1870 году резервация представляет собой небольшую часть территории, первоначально зарезервированную за племенами в 1851 году по договору в форте Ларами, согласно которому манданам, хидатса и арикара выделялось почти 49 000 км² или 12 миллионов акров в Северной Дакоте, Монтане и Вайоминге.
Резервация расположена на реке Миссури в округах Мак-Лейн, Маунтрейл, Данн, Мак-Кензи, Мерсер и Уорд (округа указаны в порядке убывания земель резервации). Резервация занимает территорию площадью 4 000 км² или 988 000 акров, из которых 1 853 км² (457 837 акров) принадлежат индейцам, либо в качестве индивидуальных наделов, либо в совместном владении. На территории резервации находится Национальный резерват дикой природы Мак-Лейн.

## Демография
Перепись 2000 года показала, что население резервации составляет 5 915 человек. По данным переписи 2010 года, в резервации проживало 6 341 человек, а в 2017 — 7 304 человека. Безработица в резервации составляла 42 %.
В 2019 году в резервации проживало 7 219 человек. Расовый состав населения: белые — 2 047 чел., афроамериканцы — 33 чел., коренные американцы (индейцы США) — 4 794 чел., азиаты — 13 чел., океанийцы — 2 чел., представители других рас — 66 чел., представители двух или более рас — 264 человека. Плотность населения составляла 1,8 чел./км². Крупнейшими населёнными пунктами резервации являются города Нью-Таун и Паршалл.